# Філіп Саксен-Кобург-Готський
Фердинанд Філіп Марія Август Рафаель Саксен-Кобург-Готський і Кохару (нім. Philipp von Sachsen-Coburg und Gotha; 28 березня 1844 — 3 липня 1921) — другий син принца Августа Саксен-Кобург-Готського та Клементини Орлеанської, онук короля Франції Луї Філіпа I, старший брат болгарського царя Фердинанда I.

## Шлюб і діти

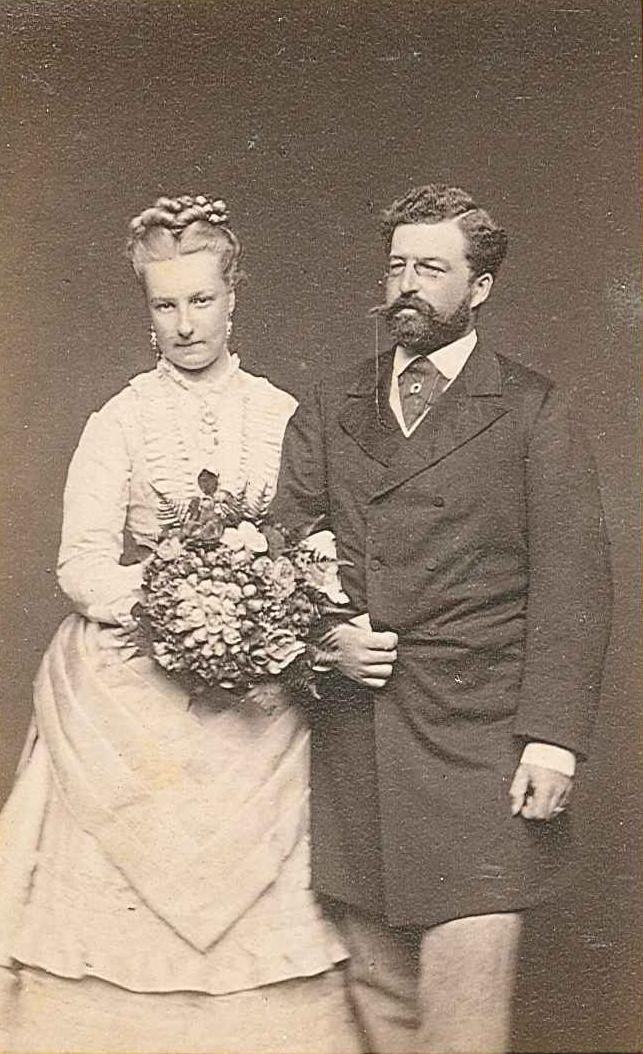
Принц Філіп і Луїза

У Брюсселі 4 травня 1875 року Філіп одружився із Луїзою-Марією, принцесою Бельгійською, своєю троюрідною сестрою. Шлюб закінчився розлученням, 15 січня 1906 року, через те, що Луїза багато років мала позашлюбні зв'язки.
У них було двоє дітей:
- Леопольд Климент Філіп Август Марія (19 липня 1878 — 27 квітня 1916)
- Доротея Марія Генрієта Августа Луїза (30 квітня 1881 — 21 грудня 1967), вийшла заміж 2 серпня 1898 роки за Ернста Гюнтера, герцога Шлезвіг-Гольштейнського.